# Dunbekwever
De dunbekwever (Ploceus pelzelni) is een zangvogel uit de familie Ploceidae (wevers en verwanten).

## Verspreiding en leefgebied
Deze soort telt 2 ondersoorten:
- P. p. pelzelni: van noordoostelijk Congo-Kinshasa en Oeganda tot westelijk Kenia en westelijk Tanzania.
- P. p. monacha: van Ivoorkust tot zuidelijk Congo-Kinshasa, noordwestelijk Zambia, noordwestelijk Angola en Gabon.